# Kinešma
Kinešma in russo Кинешма?(anche traslitterata come Kineshma) è una città della Russia europea centrale (oblast' di Ivanovo), capoluogo del Kinešemskij rajon.
Sorge sul fiume Volga, a circa 100 chilometri di distanza dal capoluogo Ivanovo.
Fondata nel 1429, diventò città solo nel 1777.